# غلوريت

هناك غلوريت في حديقة قصر شونبرون، فيينا، النمسا

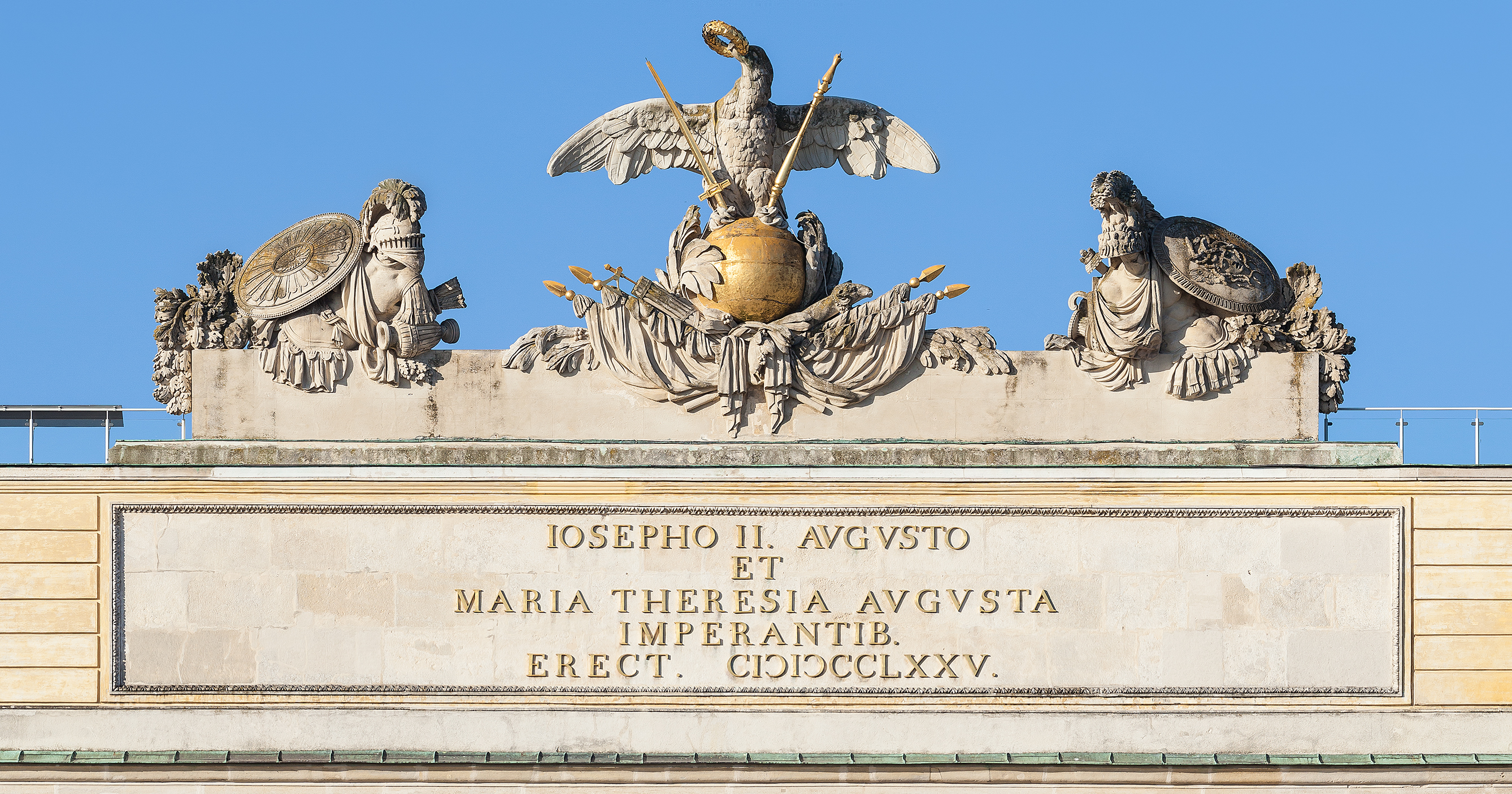
نقش على غلوريت في فيينا

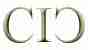
Φ (فاي): 1000 (انظر)

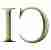
Phi / 2: 500

إن غلوريت (من القرن الثاني عشر gloire الفرنسية تعني «غرفة صغيرة») هو مبنى في حديقة أقيمت في موقع مرتفع بالنسبة للمحيط. يمكن أن يختلف التنفيذ والشكل الهيكلي اختلافًا كبيرًا وغالبًا في شكل جناح أو تمبيتو مفتوحًا إلى حد ما على الجانبين.

## غلوريت في حديقة قصر شونبرون
أكبر غلوريت وأكثرها شهرة موجود في حديقة قصر شونبرون في فيينا. في عام 1775 باعتباره آخر مبنى تم تشييده في الحديقة وفقًا لخطط المهندس المعماري النمساوي يوهان فرديناند هيتزيندورف فون هوهنبرج باعتباره «معبدًا شهيرًا» ليكون بمثابة نقطة محورية ونقطة مراقبة للحديقة وقد تم استخدامه قاعة طعام وقاعة احتفالات وكذلك غرفة إفطار للإمبراطور فرانز جوزيف الأول. قاعة الطعام التي كانت مستخدمة حتى نهاية النظام الملكي بها اليوم مقهى وعلى السطح منصة مراقبة تطل على فيينا. تم صنع المنحوتات الزخرفية في غلوريت من قبل النحات الشهير سالزبورغ يوهان بابتيست فون هاغناور. تم تدمير غلوريت في الحرب العالمية الثانية ولكن تم ترميمه بالفعل بحلول عام 1947 وأعيد ترميمه مرة أخرى في عام 1995 عندما تم إغلاق الجزء المركزي بألواح زجاجية وتحويله إلى مقهى.

## غلوريت المعمارية الأخرى
المباني الأخرى المسماة «غلوريت» هي على سبيل المثال:
- في حديقة شلوس استرهازي في آيزنشتات (بورغنلاند، النمسا)
- في بارك فون موسكاو (ألمانيا)
- في بيرغبارك فيلهلمشوه في كاسل (ألمانيا)
- في تروغير ( كرواتيا )
- في كارلوفي فاري ( جمهورية التشيك )
- مايرز - غلوريت، فيرتوبوز ( هنغاريا )
- في حديقة قصر بروكنثال في سيبيو ( رومانيا )
- في حديقة فيلا أولمو في كومو ( إيطاليا )
- في حديقة النباتات في باريس ( فرنسا )
- في بورتميريون ( شمال ويلز )
- في قلعة ليدز ( كنت )
- يوجد في باركي دي ماريا لويزا (إشبيلية) العديد من الهياكل[1]
- وفي قلعة كورف (دورست)

## غلوريت غير معمارية
يمكن أن تشير كلمة «غلوريت» أيضًا إلى قفص عصفور كبير يشبه في شكله الزخرفة المعمارية وغالبًا ما تكون مصنوعة من الحديد المطاوع أو الخشب نادرًا. في حديقة دير نوتردام دورسان تزين العديد من الزخارف الخشبية الأزقة وتغطيها. غالبًا ما ترتبط محطات التسلق بهذا النوع من البناء.

## وصلات خارجية
- موقع وتاريخ Schönbrunn Gloriette ، Café Gloriette
- غلوريت  على موقع ستركتر